# Nguyễn Tư Nghiêm
Nguyễn Tư Nghiêm (20 tháng 10 năm 1918 – 15 tháng 6 năm 2016) là họa sĩ vẽ tranh sơn mài, sơn dầu và bột màu Việt Nam. Ông là một trong bộ tứ Sáng – Liên – Nghiêm – Phái của mỹ thuật Việt Nam, cũng là người mất sau cùng trong bộ tứ này. Ông là con rể của nhà văn Nguyễn Tuân.

## Tiểu sử
Ông sinh ngày 20 tháng 10 năm 1918 tại xã Trung Phúc Cường, huyện Nam Đàn, tỉnh Nghệ An. (Giấy khai sinh ghi năm 1922 nhưng thực tế ông sinh năm 1918, tuổi Mậu Ngọ như đã thể hiện trong rất nhiều tranh vẽ ngựa và con giáp Ngọ về sau này). Cha ông là cụ Phó bảng Nguyễn Tư Tái, đỗ cùng khoa thi với cụ Nguyễn Sinh Sắc. Ông học khóa XV Trường Cao đẳng Mỹ thuật Đông Dương (1941 – 1946). Lúc đang học năm thứ 3, ông đã gây chú ý của giới hội họa với bức tranh sơn dầu Người gác Văn Miếu giành được giải nhất tại Salon Unique năm 1944.
Trong kháng chiến chống Pháp, ông giảng dạy tại Trường Mỹ thuật kháng chiến ở Việt Bắc. Ông cũng có thời gian giảng dạy tại Trường Mỹ Nghệ Hà Nội (1959 – 1960).
Ông mất hồi 10h 27 phút ngày 15/06/2016 tại Bệnh viện Hữu nghị Hà Nội.

## Gia đình
Ông chính thức lập gia đình khi đã 73 tuổi. Đó là mùa thu năm 1991, Nguyễn Tư Nghiêm vẽ nhiều chân dung và cả tranh nude của bà Thu Giang - con gái út của nhà văn Nguyễn Tuân. Sau đó ông tỏ tình với Thu Giang – người kém mình 28 tuổi: "Sinh lực tôi đã cạn kiệt, chỉ có tình cảm dành cho em". Ông cho biết: "Quanh tôi lúc nào cũng có nhiều phụ nữ, nhưng tôi chưa từng cưới và công nhận ai là vợ. Chỉ Thu Giang là vợ tôi"..

## Sự nghiệp

Gióng, sơn mài, 90x120,3 cm, 1990

Chất liệu mạnh nhất của Nguyễn Tư Nghiêm là sơn mài truyền thống nhưng không mài, và về sau là bột màu, giấy dó. Chủ đề hay gặp trong tranh ông là những điệu múa cổ, Thánh Gióng, Kiều, và những con giáp. Màu ông yêu thích là màu của dân gian Việt Nam. Ông vẽ rất nhiều tranh về Thánh Gióng với tạo hình mạnh mẽ, cùng một ông Gióng, một con ngựa, mà chất liệu khác nhau, tư thế khác nhau. Ông nói: “Tôi không gắn bó với một nghệ thuật nước ngoài nào cả, tôi chỉ tìm nơi dân tộc và thấy trong dân tộc có nhân loại và hiện đại”..
Nguyễn Tư Nghiêm là một tấm gương lao động nghệ thuật, ông vẫn vẽ hàng ngày và nghiêm túc tìm tòi sáng tạo, ngay cả khi đã ngoài 90 tuổi.
Họa sĩ được giới chuyên môn trang trọng xếp vào nhóm “tứ trụ” thế hệ thứ hai của mỹ thuật Việt Nam hiện đại, bao gồm các danh họa "Nghiêm - Liên - Sáng - Phái". Cùng với nhóm "tứ trụ" thứ nhất (Nguyễn Gia Trí - Tô Ngọc Vân - Nguyễn Tường Lân - Trần Văn Cẩn), họ là những gương mặt tiêu biểu cho thành tựu, cũng như các phong cách đặc trưng của hội họa Việt Nam trong giai đoạn từ đầu thế kỷ 20 tới nay.

## Giải thưởng
- 1944: Giải nhất triển lãm duy nhất, tác phẩm: Cổng làng Mía, Cảnh đồng quê, Người gác Văn Miếu.
- 1948: Giải nhất Triển lãm Mỹ thuật toàn quốc kháng chiến, tác phẩm: Du kích làng Phù Lưu
- 1957: Giải thưởng triển lãm Mỹ thuật toàn quốc, tác phẩm: Con nghê
- 1975: Giải thưởng Triển lãm Mỹ thuật Thủ đô, tác phẩm: Hai đĩa sơn mài.
- 1985: Giải chính thức Triển lãm Quốc tế nghệ thuật hiện thực ở Sophia (Bulgaria), tác phẩm: Điệu múa cổ I năm.
- 1987: Giải chính thức Triển lãm Quốc tế ở Hà Nội, tác phẩm; Điệu múa cổ II.
- 1990: Giải nhất Triển lãm Mỹ thuật toàn quốc, tác phẩm: Gióng.
- 1996: Giải thưởng Hồ Chí Minh đợt I về văn học nghệ thuật.

## Tác phẩm

Xuân hồ Gươm, sơn mài, 1957

- Người gác Văn Miếu (giải nhất Salon Unique năm 1944).
- Cổng làng Mông Phụ.
- Đánh cờ dưới bóng tre.
- Trạm gác (1948).
- Con nghé (1957)
- Xuân Hồ Gươm (1957)
- Nông dân đấu tranh chống thuế (1960).
- Điệu múa cổ
- Gióng (1990)
- Mười hai con giáp
- Kim Vân Kiều.